# Vice primer ministro de Finlandia
El vice primer ministro de Finlandia —en finés: Suomen pääministerin sijainen— es un miembro del Consejo de Estado que es nombrado por dicho ente para actuar como máxima autoridad política cuando el primer ministro está impedido de desempeñar sus funciones. Tradicionalmente el que ostenta dicho cargo proviene del segundo partido más grande del gobierno de coalición, y que en durante los últimos períodos ha recaído en el ministro de Hacienda. Su desempeño y deberes están regulados en la Constitución.

## Lista de viceprimer ministros de Finlandia
| Nombre | Nombre              | Imagen | Período   | Ministerio                                  | Partido                         |
| ------ | ------------------- | ------ | --------- | ------------------------------------------- | ------------------------------- |
|        | Johannes Virolainen |        | 1957      | Ministro de educación                       | Liga agraria                    |
|        | Nils Meinander      |        | 1957      | Ministro de Hacienda                        | Partido Popular Sueco           |
|        | Esa Kaitila         |        | 1957      | Ministro de Comercio e Industria            | Partido Liberal                 |
|        | Aarre Simonen       |        | 1957      | Ministro sin cartera                        | Partido Socialdemócrata         |
|        | Johannes Virolainen |        | 1957      | Ministro de Relaciones Exteriores           | Liga agraria                    |
|        | Reino Oittinen      |        | 1957-1958 | Ministro de Educación                       | Ministro técnico                |
|        | Tyyne Leivo-Larsson |        | 1958      | Ministro sin cartera                        | Ministro técnico                |
|        | Johannes Virolainen |        | 1958      | Ministro de Relaciones Exteriores           | Liga agraria                    |
|        | Onni Hiltunen       |        | 1958-1959 | Ministro de Comercio e Industria            | Partido Socialdemócrata         |
|        | Ralf Törngren       |        | 1959-1961 | Ministro de Relaciones Exteriores           | Partido Popular Sueco           |
|        | Eemil Luukka        |        | 1961      | Ministro del Interior                       | Liga agraria                    |
|        | Kauno Kleemola      |        | 1961      | Ministro de Transporte                      | Liga agraria                    |
|        | Eemil Luukka        |        | 1961-1962 | Ministro del Interior                       | Liga agraria                    |
|        | Johannes Virolainen |        | 1962-1963 | Ministro de Agricultura                     | Liga agraria                    |
|        | Aarne Nuorvala      |        | 1963-1964 | Ministro en el gabinete del primer ministro | Ministro técnico                |
|        | Reino Oittinen      |        | 1964      | Ministro de Educación                       | Ministro técnico                |
|        | Ahti Karjalainen    |        | 1964-1966 | Ministro de Relaciones Exteriores           | Liga agraria/Partido del Centro |
|        | Reino Oittinen      |        | 1966-1968 | Ministro de Educación                       | Partido Socialdemócrata         |
|        | Johannes Virolainen |        | 1968-1970 | Ministro de Educación                       | Partido del Centro              |
|        | Päiviö Hetemäki     |        | 1970      | Ministro de Hacienda                        | Ministro técnico                |
|        | Veikko Helle        |        | 1970-1971 | Ministerio del Trabajo                      | Partido Socialdemócrata         |
|        | Päiviö Hetemäki     |        | 1971-1972 | Ministro de Hacienda                        | Ministro técnico                |
|        | Mauno Koivisto      |        | 1972      | Gobernador del Banco de Finlandia           | Partido Socialdemócrata         |
|        | Ahti Karjalainen    |        | 1972-1975 | Ministro de Relaciones Exteriores           | Partido del Centro              |
|        | Olavi Mattila       |        | 1975      | Ministro de Relaciones Exteriores           | Ministro técnico                |
|        | Kalevi Sorsa        |        | 1975-1976 | Ministro de Relaciones Exteriores           | Partido Socialdemócrata         |
|        | Ahti Karjalainen    |        | 1976-1977 | Minister at the Prime Minister’s Office     | Partido del Centro              |
|        | Johannes Virolainen |        | 1977-1979 | Ministro de Agricultura                     | Partido del Centro              |
|        | Eino Uusitalo       |        | 1979-1982 | Ministro del Interior                       | Partido del Centro              |
|        | Ahti Pekkala        |        | 1982-1983 | Ministro de Hacienda                        | Partido del Centro              |
|        | Paavo Väyrynen      |        | 1983-1987 | Ministro de Relaciones Exteriores           | Partido del Centro              |
|        | Kalevi Sorsa        |        | 1987-1989 | Ministro de Relaciones Exteriores           | Partido Socialdemócrata         |
|        | Pertti Paasio       |        | 1989-1991 | Ministro de Relaciones Exteriores           | Partido Socialdemócrata         |
|        | Ilkka Kanerva       |        | 1991      | Ministro del Trabajo                        | Coalición Nacional              |
|        | Pertti Salolainen   |        | 1991-1995 | Ministro de Comercio Exterior               | Coalición Nacional              |
|        | Sauli Niinistö      |        | 1995-2001 | Ministro de Hacienda                        | Coalición Nacional              |
|        | Ville Itälä         |        | 2001-2003 | Ministro del Interior                       | Coalición Nacional              |
|        | Antti Kalliomäki    |        | 2003-2005 | Ministro de Hacienda                        | Partido Socialdemócrata         |
|        | Eero Heinäluoma     |        | 2005-2007 | Ministro de Hacienda                        | Partido Socialdemócrata         |
|        | Jyrki Katainen      |        | 2007-2011 | Ministro de Hacienda                        | Coalición Nacional              |
|        | Jutta Urpilainen    |        | 2011-2014 | Ministra de Hacienda                        | Partido Socialdemócrata         |
|        | Antti Rinne         |        | 2014-2015 | Ministro de Hacienda                        | Partido Socialdemócrata         |
|        | Timo Soini          |        | 2015-2017 | Ministro de Relaciones Exteriores           | Verdaderos Finlandeses          |
|        | Petteri Orpo        |        | 2017-2019 | Ministro de Hacienda                        | Coalición Nacional              |
|        | Mika Lintilä        |        | 2019      | Ministro de Hacienda                        | Partido del Centro              |
|        | Katri Kulmuni       |        | 2019-2020 | Ministra de Economía                        | Partido del Centro              |
|        | Matti Vanhanen      |        | 2020      | Ministro de Hacienda                        | Partido del Centro              |
|        | Annika Saarikko     |        | 2020-2023 | Ministra de Ciencia y Cultura               | Partido del Centro              |
|        | Riikka Purra        |        | 2023-     | Ministra de Hacienda                        | Partido de los Finlandeses      |